# Installations de troisième classe du Titanic
Vous lisez un « bon article » labellisé en 2009.

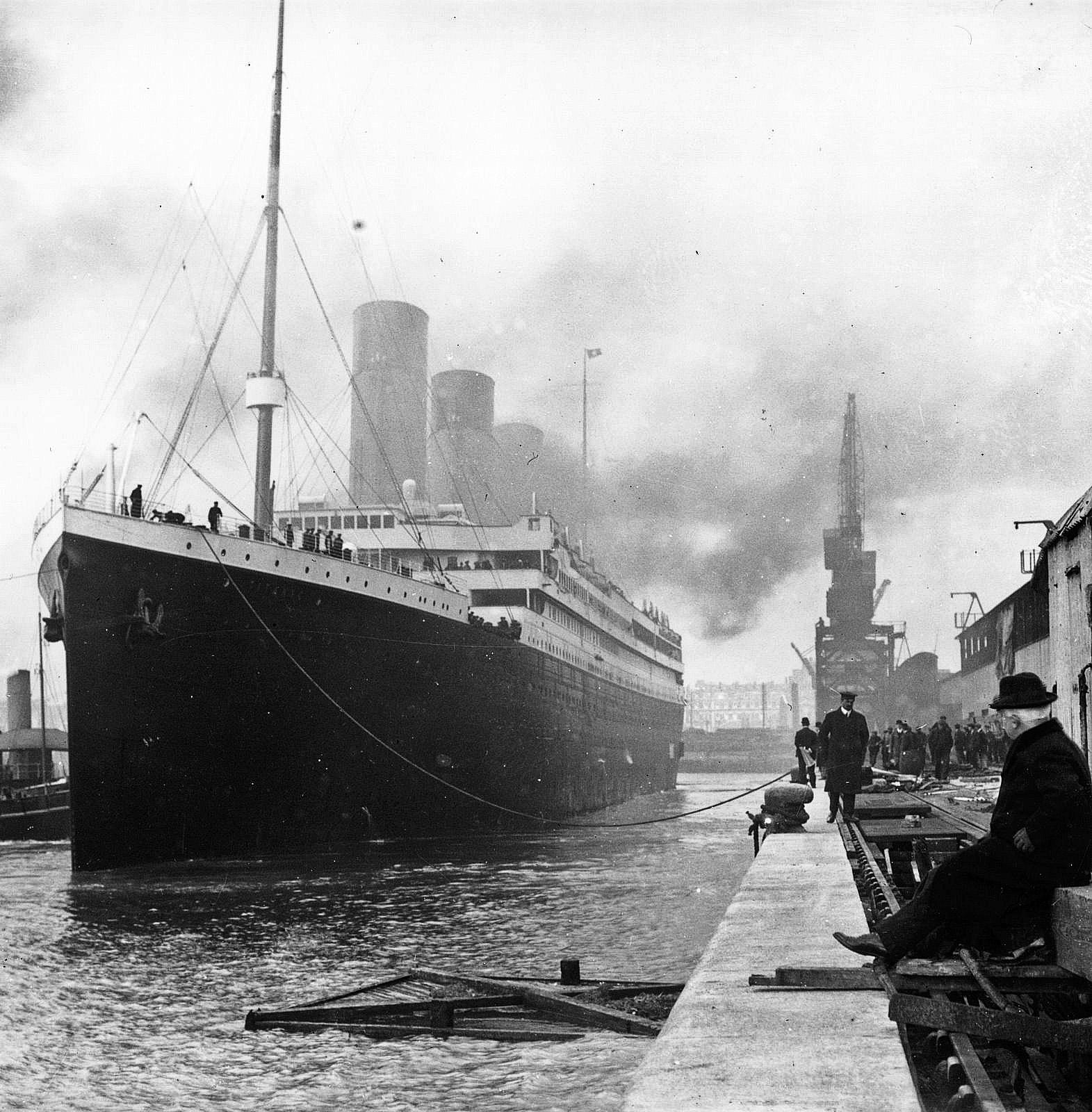
Le Titanic à Southampton.

Les installations de troisième classe du Titanic, paquebot transatlantique britannique célèbre pour son naufrage le 15 avril 1912, offrent pour l'époque un confort inégalé pour les dernières classes et abritent de nombreux immigrants, qui arrivent en masse aux États-Unis après avoir abandonné tous leurs biens dans leur pays d'origine dans l'espoir d'une vie meilleure. Cette classe, descendant de l'entrepont du XIXe siècle, est l'une des principales sources de bénéfices de la compagnie qui exploite le navire, la White Star Line.
Le Titanic s'inscrit dans la transition entre le transport de masse d'immigrants et l'apparition d'une classe économique pour passagers peu fortunés. Si son naufrage ne permet pas de savoir quelle aurait été l'évolution de ses installations de troisième classe au cours de sa carrière, l'histoire de celles de son sister-ship, l’Olympic, permet d'imaginer ce qu'il aurait pu en être. Le Britannic, troisième navire de la série, ne connut jamais de carrière commerciale. Cependant, ses plans montrent que le paquebot devait offrir aux passagers de cette classe des installations d'un luxe encore supérieur.

## Occupants de la troisième classe

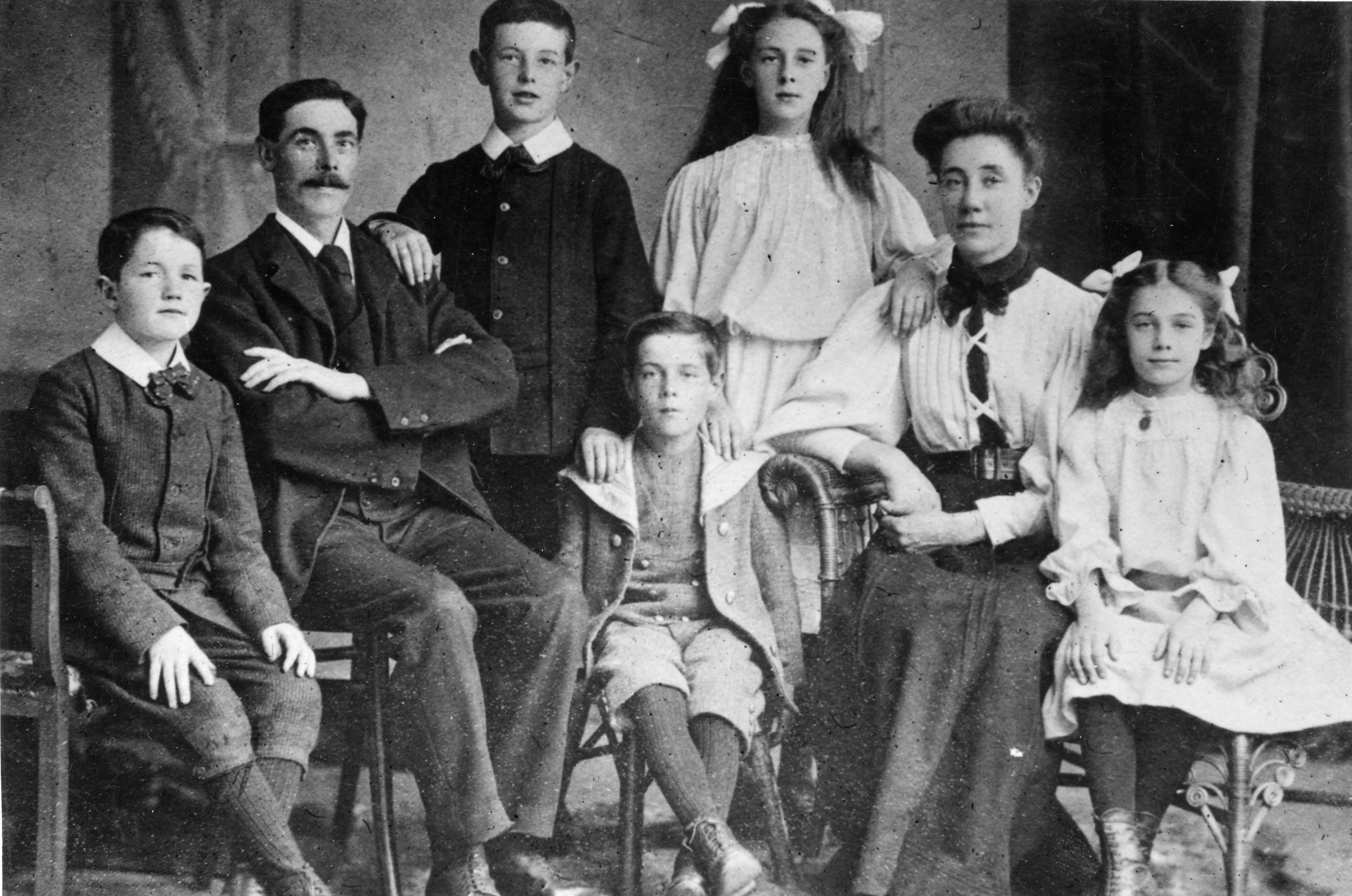
Les huit membres de la famille Goodwin (dont seuls sept sont visibles ici) ont embarqué en troisième classe sur le Titanic. Aucun n'a survécu.

La troisième classe se compose principalement d'immigrants venus des pays scandinaves et d'Irlande. Cependant, leurs origines sont si diverses que l'on a parfois dit que le Titanic avait à son bord un représentant de chaque nationalité. Si l'expression est exagérée, le Titanic transporte tout de même lors de sa traversée inaugurale des passagers de troisième classe de 33 nationalités différentes. La liste de ces passagers indique ainsi la présence de Chinois, de Libanais et nombre d'autres, tous attirés par la perspective d'une vie meilleure aux États-Unis. C'est en effet sur cette clientèle que la White Star Line fait de grands bénéfices, notamment par le biais d'une escale à Queenstown, en Irlande, qui est souvent marquée par de nombreux embarquements en troisième classe.
La concurrence entre les compagnies pour le monopole de ce type de clientèle est si rude que les Allemands bloquent à leur frontière orientale tous les immigrants, généralement slaves, possédant des billets pour des paquebots autres que germaniques. Il faut attendre 1919 et le traité de Versailles pour que cette pratique soit interdite.
Lorsque le Titanic quitte Queenstown, sa dernière escale avant New York, environ 710 passagers de troisième classe sont à bord,. Le jour de l'embarquement, ils subissent une inspection sanitaire, les États-Unis désirant éviter l'introduction de nouvelles maladies sur leur territoire. Trois enfants atteints de trachome sont ainsi refusés et renvoyés en Syrie.

## Une qualité inédite
Les installations de troisième classe du Titanic s'inscrivent dans un processus d'amélioration des conditions de voyage des immigrants. Il est souvent dit que le niveau de vie des passagers de troisième classe du Titanic vaut celui des passagers de première classe sur les navires plus anciens. Ainsi, la salle à manger ne propose plus de bancs mais des chaises individuelles, prestation apparue en première classe sur des navires comme ceux de la classe Oceanic dans les années 1870. Les dortoirs laissent place à des cabines, et des repas sont proposés aux passagers, ce qui n'était pas toujours le cas quelques années auparavant. Ainsi, le paquebot français La Provence mis en service six ans auparavant propose aux passagers de vastes dortoirs aux lits superposés sommaires et de longues tables entourées de bancs.

## Installations communes
Les passagers de troisième classe occupent les parties avant et arrière du navire, leur salle à manger se trouvant au centre du pont F. La législation américaine veut que les passagers de troisième classe soient séparés des autres par des grilles, afin d'éviter une éventuelle contamination. Cependant, cette règle est également valable pour les autres classes, et marche dans tous les sens : les passagers de première classe n'ont pas accès à l'intégralité du navire. Les compagnies respectent la règle, sachant que dans le cas contraire, ce sont tous les passagers du navire qui devront subir une longue inspection sanitaire à leur arrivée. À l'époque en effet, les passagers de troisième classe n'ont pas toujours eu accès à des équipements sanitaires, et une surveillante, Catherine James Wallis, est chargée d'apprendre à ces passagers à utiliser des toilettes par exemple.

### Salle à manger
La salle à manger des troisièmes classes se trouve au milieu du pont  et dispose d'une cuisine particulière (les deux autres classes partageant la leur). Elle mesure une trentaine de mètres de long et est séparée en son milieu par une cloison étanche. Bien qu'occupant toute la largeur du navire, sa superficie est grandement réduite par la présence des conduits des deux cheminées centrales du paquebot. Ceci explique qu'elle ne puisse contenir que 473 passagers, moins de la moitié de la capacité du navire pour cette classe. Aussi la compagnie remet elle aux passagers des tickets en anglais, allemand, suédois ou finnois indiquant le service auquel ils doivent se présenter. Quiconque rate son service doit attendre le repas suivant. Il y a quatre repas, petit-déjeuner, déjeuner, thé et dîner, et tous offrent un menu satisfaisant, bien que beaucoup moins copieux que ceux servis en deuxième classe ou a fortiori en première classe. Ce repas comporte généralement une entrée, un plat principal et deux desserts. Les menus invitent également les passagers à soumettre toute réclamation concernant le service au commissaire de bord ou au chef steward.

### Espaces de réunion

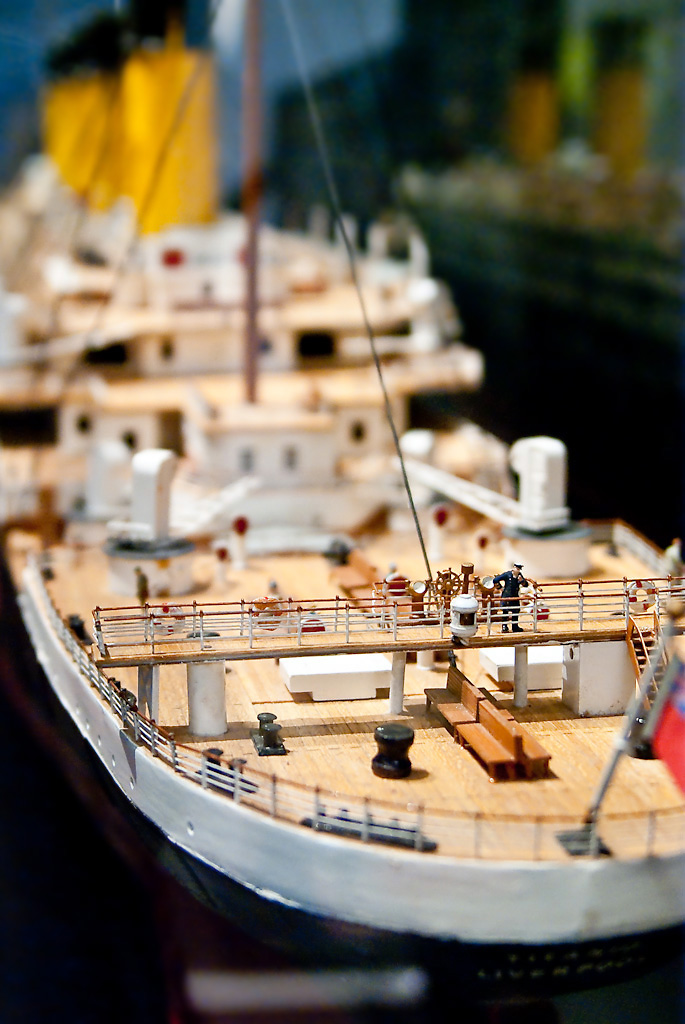
La poupe du Titanic était l'espace de promenade des passagers de troisième classe.

L'arrière du pont C, sous le pont de poupe, est divisé entre le fumoir sur bâbord et la salle commune de troisième classe sur tribord. Le premier est, comme les autres fumoirs du navire, réservé aux hommes et est attenant à un bar. Les deux pièces sont équipées de bancs, de tables, de chaises et accueillent les passagers qui peuvent y jouer aux cartes ou aux échecs, y discuter et s'y distraire. Un piano est également à leur disposition, ce qui représente un luxe pour l'époque. Comme tous les espaces communs du Titanic, ces salles éteignent leurs feux à partir de 23 heures.
Situé sous le pont de coffre avant, sur le pont D, se trouve l'espace ouvert de troisième classe. C'est dans ce lieu que les passagers se réunissent pour faire la fête durant la soirée, généralement au son d'un orchestre improvisé. Une coutume de l'époque veut que les demoiselles non accompagnées aient un « chevalier servant » qui s'occupe d'elles durant la traversée et c'est probablement dans cette salle que se centre la vie des jeunes passagers de troisième classe. Dans le film de James Cameron, c'est dans cette salle que les héros font la fête la veille du naufrage. On sait que le soir où s'est déroulée la catastrophe, une soirée en musique a été organisée. De nombreuses passagères sont effrayées lorsqu'un rat traverse la salle vers 22 heures.

### Espaces de promenade
Les passagers de troisième classe n'ont pas, comme les autres, de promenade couverte. Ils doivent se contenter du pont de poupe et du pont de coffre arrière, où sont également promenés les chiens logés au chenil, sur le pont F. Bien que balayé par le vent et la fumée des cheminées, ce pont n'en est pas moins confortable, en particulier avec ses rangées de bancs. Les enfants vont également sur ce pont pour s'amuser et le jeune Franck Goldsmith, alors âgé de 9 ans, se souvint par la suite avoir escaladé une des grues présentes et s'y être sali les mains.

## Logements des passagers

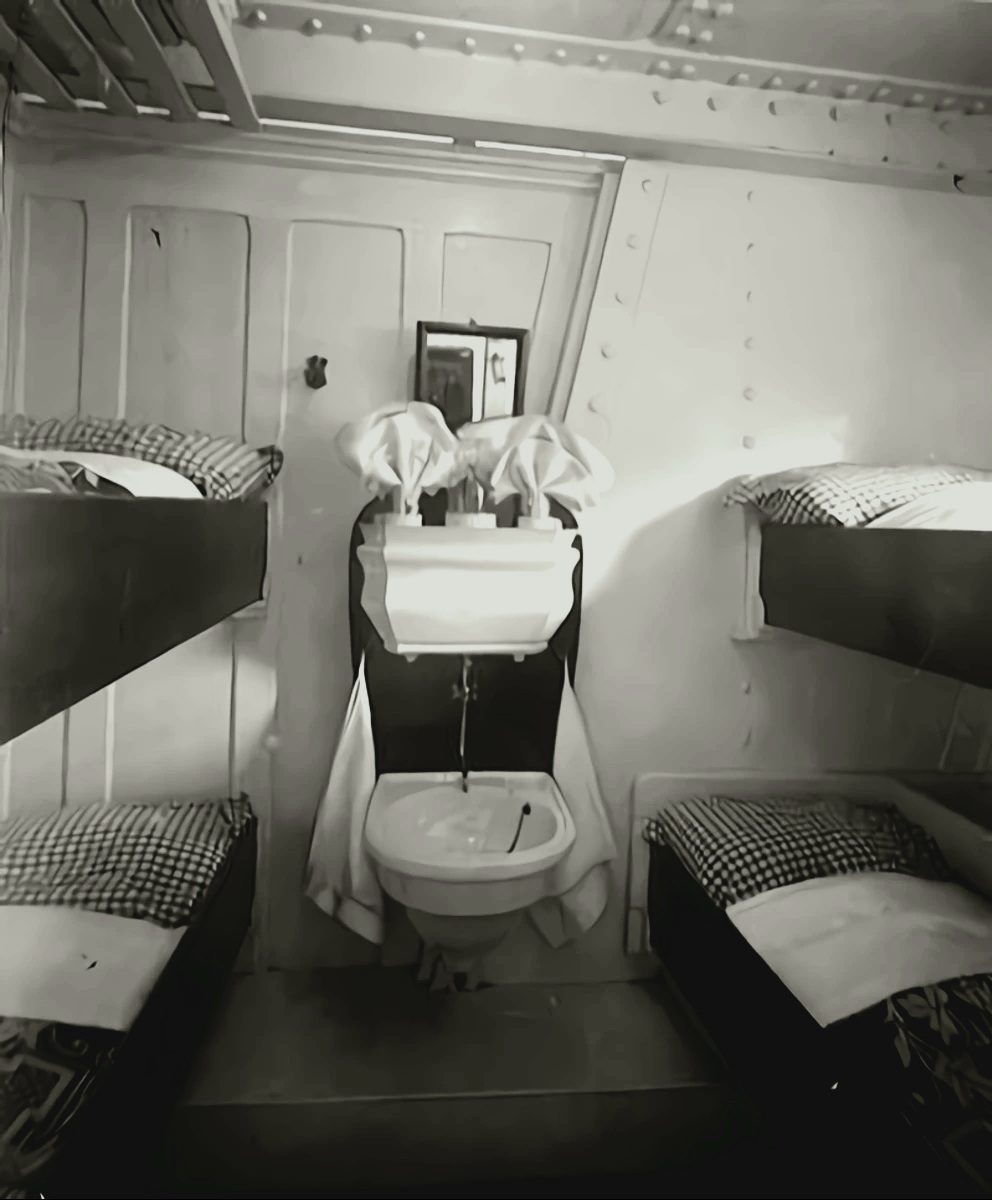
Une cabine de troisième classe.

Contrairement aux autres navires de l'époque, le Titanic ne comporte pas d'immenses dortoirs. Les passagers célibataires sont séparés selon leur sexe : les femmes occupant des cabines à la poupe et les hommes logeant dans la proue. C'est là que se trouve le seul dortoir du navire, sur le pont G. Les autres cabines peuvent accueillir entre deux et dix personnes et sont situées entre les ponts D et G.
Les familles peuvent loger dans de mêmes cabines, au centre du navire. Toutes possèdent de confortables couchettes munies de draps, ce qui n'était pas le cas jusqu'au début du siècle, par crainte que les passagers ne s'en fassent du linge en les taillant. Certaines de ces cabines possèdent également un lavabo, et deux baignoires sont destinées aux passagers de troisième classe sur l'ensemble du navire (ceci n'étant pas aberrant pour l'époque, toutes les cabines de première classe du Titanic n'étant pas pourvues de salle de bains). Un interprète, M. Müller, se tient à la disposition des passagers non anglophones.
Le prix d'une couchette de troisième classe s'échelonne de 15 à 40 $ de 1912.

## Lors du naufrage

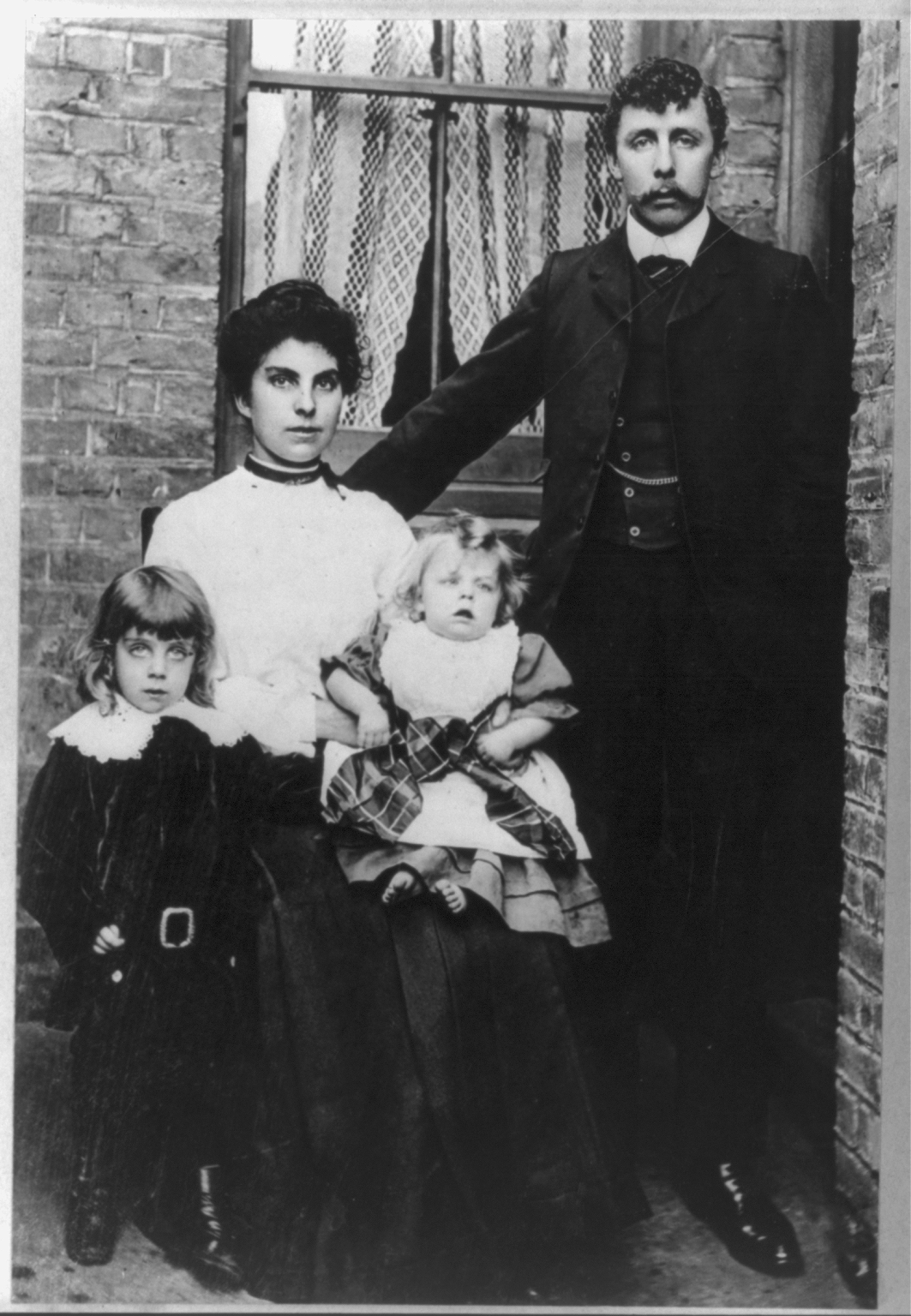
La famille Goldsmith. Le bébé, Bertie est mort en 1911. Le reste de la famille a embarqué à bord du Titanic avec deux amis. De leur petit groupe, seuls la mère et son fils ont survécu.

Les passagers de troisième classes étant logés dans les parties du navire où les vibrations se font le plus sentir, ce sont eux qui notent le plus facilement l'arrêt du navire à la suite de la collision. De plus, certaines cabines du navire situées le plus à l'avant sont inondées.
Les passagers de troisième classe du Titanic sont les seuls à ne pas avoir un accès direct aux embarcations de sauvetage. En effet, les passagers de première classe peuvent les atteindre via le Grand Escalier, et ceux de deuxième par un escalier qui s'étend du pont F au pont supérieur. De fait, l'accès aux embarcations est compliqué. De plus, du fait du grand nombre de nationalités représentées à bord, la compréhension est parfois difficile.
Des familles refusent d'être séparées. Ainsi, parmi les passagers se trouvent des familles nombreuses comme la famille Goodwin (huit personnes) et la famille Sage (onze membres)  : de ces deux familles, aucun membre ne survit au naufrage,. Dans le naufrage, 178 des 706 passagers de troisième classe ont été sauvés, donc environ 75 % ont péri.

## L’Olympic: de la troisième classe à la classe touriste
Les installations de troisième classe de l’Olympic sont très proches de celles du Titanic. Toutefois, elles peuvent au départ abriter une vingtaine de passagers de plus,. Cependant, après la Première Guerre mondiale, des réformes concernant l'immigration aux États-Unis rendent cette classe moins rentable. L’Olympic assure alors un service transatlantique avec le Majestic et l’Homeric. Ce dernier se démarque par sa capacité supérieure de 600 passagers à celle de l’Olympic. Progressivement apparaît la classe touriste, s'interposant entre la deuxième et la troisième classe. Par la suite, la seconde classe disparaît totalement au profit de la classe touriste. Cependant, les quatre classes cohabitent un temps, ce qui nécessite de nombreux changements.
Les meilleures cabines de troisième classe et les moins confortables de seconde sont ainsi octroyées à la classe touriste. De plus, salle commune et fumoir de troisième classe sont transformés pour appartenir à la classe touriste, tandis que l'espace ouvert de troisième classe est divisé en deux parties, avec un fumoir à bâbord et un salon à tribord.

## LeBritannic: une qualité supérieure jamais atteinte

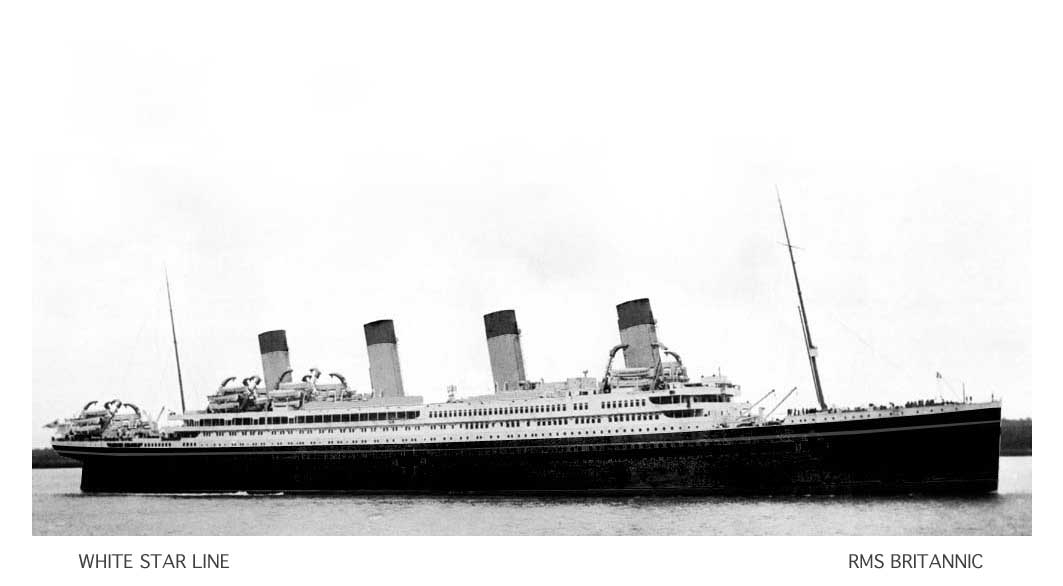
Représentation du Britannic tel qu'il aurait dû être. On peut remarquer les nouveaux bossoirs sur le pont arrière.

Le Britannic, lancé deux ans après ses sister-ships, doit de fait faire face à la concurrence de nouveaux navires comme l’Aquitania de la Cunard et l’Imperator de la HAPAG. Ses concepteurs décident d'améliorer le navire pour en faire le paquebot le plus luxueux au monde. Si ces changements se voient surtout par ses installations de première classe, sa troisième classe doit également offrir un confort jamais vu. La troisième classe comporte légèrement moins de places que sur les autres navires de la classe Olympic, 953.
L'extension de certaines cabines de première classe entraine le déplacement du salon des stewards et hôtesses à la place de l'hôpital du navire, qui est lui-même déplacé à la place du fumoir de troisième classe. Celui-ci est remonté sur le pont de poupe, permettant aux usagers d'avoir une vue sur la mer de tous les côtés. Certaines cabines peuvent également être affectées à la deuxième ou la troisième classe selon les besoins. Le pont de coffre arrière est couvert, donnant ainsi une promenade couverte aux passagers de troisième classe.
À la suite du naufrage du Titanic, les canots de sauvetage du Britannic subissent des modifications. Ils sont suspendus à de nouveaux bossoirs semblables à des grues, capables de soutenir jusqu'à six canots. Ces bossoirs sont au nombre de huit, et contrairement à ceux du Titanic ou même de l’Olympic, ils ne sont pas seulement disposés sur le pont supérieur mais aussi sur le pont de poupe. Ainsi, les passagers de troisième classe ont aussi accès aux canots de sauvetage.